# The Ashley Book of Knots
The Ashley Book of Knots est une encyclopédie de nœuds publiée pour la première fois en 1944 par Clifford Warren Ashley. C'est le résultat de plus de onze ans de travail : le livre contient environ 7 000 dessins, 3 854 entrées décrivant près de 3 800 nœuds. Chaque entrée comporte des instructions pour effectuer le nœud, son usage, ainsi qu'un historique. Les nœuds sont classés par type et par usage.

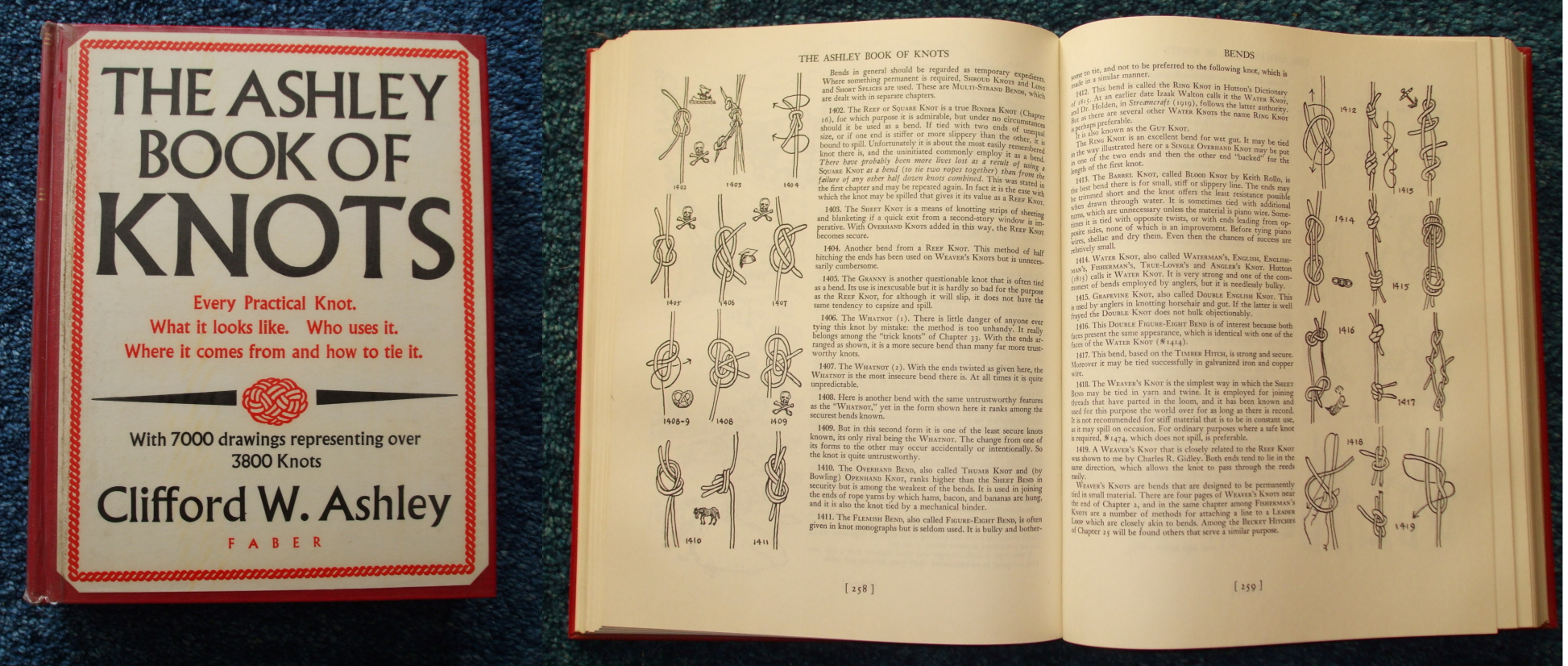
Une ancienne édition du fameux guide.

Ce livre demeure l'un des plus importants sur le sujet. C'est en effet l'un des plus complets décrivant non seulement les nœuds marins mais aussi ceux de toutes les professions les utilisant (meunier, charpentier, pêcheur, bûcheron, chirurgien...), et faisant mention aussi bien des bons nœuds que des mauvais, en expliquant la nuance.

## Usage des références
Puisqu'il est très complet et qu'il a été largement distribué, The Ashley Book of Knots est devenu un livre de référence sur le matelotage. Les numéros assignés à chaque entrée sont utilisés pour désigner un nœud sans ambiguïté. Ceci est particulièrement utile dans un domaine où les noms ont beaucoup évolué au fil du temps, et où les noms ambigus ou ayant plusieurs significations sont monnaie courante. Les références sont la plupart du temps utilisées sous la forme suivante : « Nœud plat (ABOK #1402) », « ABOK #1402 », ou encore plus simplement « #1402 » si la référence est évidente ou a été préalablement établie.
Il est important de garder en tête que certains nœuds possèdent plusieurs entrées distinctes, car ils ont différentes formes ou différents usages. Par exemple, le nœud plat est numéroté #1402 dans les nœuds d'ajuts, mais également #3379 dans le chapitre sur les surliures et les épissures.
The Ashley Book of Knots a été initialement publié à l'époque où les cordages étaient encore réalisés en fibres naturelles, aussi certains nœuds ou commentaires ne s'appliquent pas aux cordages synthétiques modernes.
Des corrections et des ajouts ont été réalisés par l'International Guild of Knot Tyers (Association internationale des faiseurs de nœuds), le nœud de gabier (#1425A), notamment, a été rajouté en 1979.

## En français
Traduit par Karin Huet et édité en France en 1979 sous le titre Le grand livre des nœuds aux éditions Voiles/Gallimard , réédité en 2012 et 2017.